# Базилика Святого Иосифа (Караганда)
Бази́лика Свято́го Ио́сифа (каз. Әулие Джозефтің базиликасы) — католический храм, находящийся в Караганде, Казахстан. Храм был построен в советское время в 1978 году. С 7 июля 1999 года являлся кафедральным собором, созданной в этот же день Карагандинской Епархии. Расположен по адресу: ул. Ынтымак, 22; 100029 Караганда, Казахстан.

## История храма
В строительстве г. Караганды активное участие принимали ссыльные. В 30-х годах XX века сюда переселили немцев из Поволжья, Украины и Крыма, а также поляков из западных территорий в составе СССР.
Согласно воспоминаниям карагандинских немцев в 1931 году, возле железной дороги (в месте будущего карагандинского района Майкудук), выгрузили 30 тыс. немцев из Поволжья. Их выслали сюда в ходе «предварительного раскулачивания» во время коллективизации. Большинство из них умерло в первую же зиму. Депортированные находились под комендатурой и не могли покидать мест своего пребывания. Многие находились в трудармии.
В Караганде-Майкудуке уже с самого начала верующие католики, несмотря на преследования, собирались на совместную молитву. Первым католическим священником, служившим в Караганде, был отец Иосиф Кельш. Сосланный в 1936 году в посёлок Майкудук он активно работал среди местных католиков. Спустя несколько месяцев он был арестован и в 1937 году расстрелян в Карагандинской тюрьме.
Следующая волна переселений в район города Караганды наступила после начала Великой Отечественной войны.
После смерти Сталина в г. Караганду приехали некоторые священники, освобожденные из лагерей: о. Владислав Буковинский, греко-католический епископ Александр Хира, о. Михаил Стонец, о. Александр Штауб, о. Михаил Бенгас (Бендас), о. Франц Адомайтис и другие. Эти священники ночью крестили, служили Святую Мессу. Люди к ним приезжали из дальних районов, чтобы принять Святые Таинства.
Несмотря на запреты советских властей, верующие продолжали собираться тайно. Женщины-мирянки Гертруда и Валентина Детцель, Мария Беккер, Тея Балтер и многие другие проводили занятия с взрослыми, занимались катехизацией детей и подростков, подготавливали к первому причастию и другим Таинствам. И всё это они делали в условиях жестоких гонений. Некоторым из них пришлось пройти через тюрьмы и лагеря.
Весной 1956 года был открыт молитвенный дом, в Старом городе, в котором собирались католики немцы. 29 июня 1956 года был освящен молитвенный дом на окраине г. Караганды, в районе Федоровки, где в основном собирались поляки. В течение одного года в этих домах верующие собирались нелегально на богослужения. В 1957 году оба католических молитвенных дома были закрыты советскими властями.
С этого времени верующие, вместе со священником Владиславом Буковинским и епископом Александром Хирой начали ходатайствовать перед советскими властями об официальной регистрации общины. Благодаря настойчивости верующих в начале 1977 года из Совета по делам религий в Москве было полученно разрешение на регистрацию католической религиозной общины в г. Караганде.

В Майкудуке была куплена землянка, на месте которой планировалось построить храм. 19 марта 1977 года прошло первое официальное богослужение. Верующие избрали святого Иосифа покровителем прихода. Настоятель прихода, священник Альбинас Думбляускас, сказал в проповеди: 
«Дорогие братья и сестры во Христе, хочу объявить вам большую радость, теперь власти разрешили нам, свободно молиться и вести богослужения, не так как раньше по ночам, а днем и никто нам не помешает.»
Власти выделили землю, на которой находились первая и купленная позднее смежная с ней вторая землянка, для строительства храма. В ноябре 1977 года, при активном участии верующих, был заложен фундамент для будущего католического храма.
20 ноября 1977 года епископ Александр Хира совершил освящение фундамента храма. Весной 1978 года началось возведение его стен. 8 сентября 1978 года в храме святого Иосифа в г. Караганде прошла первая Святая Месса. Храм, построенный в районе Майкудука, внешне мало чем отличался от окружающих домов. Его длина достигала 26 м, ширина 18 м, высота 4 м. В нём могло поместиться 1000 верных.
29 июня 1980 года — Епископ Александр Хира торжественно освятил новый храм.

В этой связи, Госсекретарь Ватикана кардинал Жан-Мари Вийо написал в поздравительной телеграмме: 
«Святой Отец (Папа Римский Иоанн Павел II) с большой радостью принял известие о создании и освящении нового храма в городе Караганде. Его Преосвященство (Папа Римский) призывает всех проживающих в Казахстане верующих проявить преданность своей вере и стать живым примером милосердия Христова. Святой Отец передает Вам свои уверения в том, что он продолжает постоянно, особо выделяя, упоминать Вас в своих молитвах и посылает своё постоянное Апостольское благословение всему духовенству и верующим жителям республики…»
Когда 13 апреля 1991 года была создана Карагандинская апостольская администратура, храм святого Иосифа стал центральным храмом этой Администратуры. А 7 июля 1999 года был возвышен в степень кафедрального собора Карагандинской Епархии.
С 2011 года ведется капитальный ремонт храма святого Иосифа, связанный также с изменением его внешнего облика.
С 9 сентября 2012 года в Карагандинской Епархии начал действовать новый кафедральный собор Пресвятой Девы Марии Фатимской.
6 сентября 2020 года храму святого Иосифа в г. Караганде был присвоен титул малой базилики.